# دهستان خوش‌رود
خوش‌رود، دهستانی است از توابع بخش بندپی غربی شهرستان بابل در استان مازندران ایران.

## جمعیت
براساس سرشماری سال ۱۳۸۵جمعیت آن ۱۱۷۵۸ نفر (۳۱۴۳ خانوار) بوده‌است.